# الملاك الأزرق
الملاك الأزرق هو فيلم كوميدي دراما موسيقي ألماني من إخراج جوسيف فون ستيرنبيرغ وبطولة مارلينه ديتريش، أميل جانينجز وكيرت جيرون، صدر الفيلم في ألمانيا في 1 أبريل 1930.

## روابط خارجية
- الملاك الأزرق على موقع IMDb (الإنجليزية)
- الملاك الأزرق على موقع ميتاكريتيك (الإنجليزية)
- الملاك الأزرق على موقع الموسوعة البريطانية (الإنجليزية)
- الملاك الأزرق على موقع روتن توميتوز (الإنجليزية)
- الملاك الأزرق على موقع نتفليكس (الإنجليزية)
- الملاك الأزرق على موقع قاعدة بيانات الأفلام العربية
- الملاك الأزرق على موقع ألو سيني (الفرنسية)
- الملاك الأزرق على موقع Turner Classic Movies (الإنجليزية)
- الملاك الأزرق على موقع أول موفي (الإنجليزية)
- الملاك الأزرق على موقع فيلمافينيتي (الإسبانية)